# Poupas
Poupas település Franciaországban, Tarn-et-Garonne megyében. Lakosainak száma 88 fő (2022. január 1.). Poupas Miradoux, Balignac, Lachapelle, Marsac, Montgaillard és Puygaillard-de-Lomagne községekkel határos.

## Népesség
A település népessége az elmúlt években az alábbi módon változott:
| Lakosok száma | 89   | 83   | 82   | 84   | 85   | 86   | 87   | 88   |
|               | 2013 | 2015 | 2017 | 2018 | 2019 | 2020 | 2021 | 2022 |